# عبد الحي حلمي
عبد الحي حلمي (1857 - 14 أبريل 1912) هو مغني وملحن مصري، ويعد من أوائل مشاهير المطربين الذين أقاموا حفلات عامة يحضرها الناس مقابل مالي في المحلات العامة والكازينوات والمقاهي، ومن تلك الأماكن حديقة الأزبكية التي اُفتتحت رسمياً عام 1872. إلا أن ذلك لم يمنعه من الغناء أيضاً في الصالونات وفي حضرة الأمراء العثمانيين في إسطنبول سنة 1910.

## حياته ونشأته
ولد وترعرع في مدينة بني سويف في صعيد مصر حيث تعلم تعليماً أولياً، ثم انتقل إلى الإسكندرية حيث عمل لدی إسماعيل باشا حافظ الذي كان من أعيان الإسكندرية وأثريائها. في صالون إسماعيل باشا التقی عبد الحي بكبار المطربين في مصر في أواخر القرن التاسع عشر وعلی راسهم عبده الحامولي. في هذه البيئة الفنية حفظ عبد الحي الكثير من الألحان القديمة التي كان يغنيها المطربون القدامى، أمثال عبده الحامولي، ومحمد عثمان، والشيخ محمد عبد الرحيم المسلوب. ومن خلال عمله مذهبجياً في تخت الحامولي تعلم أصول الغناء قبل أن يجيزه نقيب الموسيقيين في القاهرة ليَكون مطرباً منفرداً يرافقه تخته الخاص.

## مسيرته
وقد عرف عن عبد الحي أنه كان شديد الاهتمام بمظهره متأنقاً واشتهر بنزواته الغريبة حتی كان إذا ما جلس للغناء ولم يطب له محيا الحاضرين ترك المجلس وراح يقضي سهرته مغنياً لغرباء يسرون لناظره. وكان مقبلا على الكحول ويستعمل سائر المخدرات حتّى يبلغ مرحلة «السّلطنة» التي لا بدّ منها لإطلاق العنان لارتجالاته الموسيقية. وقد أدّى به شططه إلى أن يستهلك عمره قبل الأوان وقضى سنة 1912 بالإسكندريّة إثر إفراطٍ في الكحول ووليمة على سلحفاة البحر.
ما عُرف عن حياته عُرف أيضاً عن فنه إذ كانت طريقة أدائه للأدوار الشائعة تتسم بالتحرر من القواعد المألوفة والجاهزة، فكان يغفل أجزاءً كاملة من اللحن ليصب كامل اهتمامه في مقطع أو جملة أو خلجة مقامية مخصوصة. كذلك عرف عنه استخفافه بالإيقاع واللحن الجاهز، مما عرّضه لانتقادات شتی في زمانه. لذلك وجد عبد الحي في الموال المبني علی الارتجال خير شكلٍ لإبداعه ومن المواويل التي أداها «يا حادي العيس» و«الفجر أهو لاح» و«قاضي الغرام». كذلك اشتهر عبد الحي بالأدوار مثل «على روحي أنا الجاني» لمحمد عثمان، و«بستان جمالك» لمحمد عثمان، و«قدك أمير الأغصان».
من العازفين الذين رافقوا تخت عبد الحي في أدائه يذكر عازف القانون محمد عقاد وعازف الكمان إبراهيم سهلون وكذلك الكماني الحلبي سامي الشوا. كان أول تسجيل له مع شركة زينوفون سنة 1906 تلاه تسجيلات مع شركات إسطوانات مختلفة في مصر مثل جراموفون البريطانية وأوديون وبيضافون.

## وصلات خارجية
عبد الحي حلمي على موقع ميوزك برينز (الإنجليزية)
- عبد الحي حلمي على موقع ديسكوغز (الإنجليزية)